# العلاقات الإريترية الكيريباتية
العلاقات الإريترية الكيريباتية هي العلاقات الثنائية التي تجمع بين إريتريا وكيريباتي.

## مقارنة بين البلدين
هذه مقارنة عامة ومرجعية للدولتين:
| وجه المقارنة                                              | إريتريا                                      | كيريباتي                        |
| --------------------------------------------------------- | -------------------------------------------- | ------------------------------- |
| المساحة (كم2)                                             | 117.60 ألف                                   | 811                             |
| عدد السكان (نسمة)                                         | 6.33 مليون                                   | 116.40 ألف                      |
| الكثافة السكانية (ن./كم²)                                 | 53.83                                        | 14.35 ألف                       |
| العاصمة                                                   | أسمرة                                        | جنوب تاراوا                     |
| اللغة الرسمية                                             | اللغة التغرينية، اللغة العربية، لغة إنجليزية | لغة إنجليزية، اللغة الكيريباتية |
| العملة                                                    | ناكفا                                        | دولار كريباتي، دولار أسترالي    |
| الناتج المحلي الإجمالي (بليون دولار)                      | 2.61 مليار                                   | 196.15 مليون                    |
| الناتج المحلي الإجمالي (تعادل القوة الشرائية) بليون دولار |                                              | 224.26 مليون                    |
| الناتج المحلي الإجمالي الاسمي للفرد دولار أمريكي          |                                              | 1.42 ألف                        |
| الناتج المحلي الإجمالي للفرد دولار أمريكي                 |                                              | 1.81 ألف                        |
| مؤشر التنمية البشرية                                      | 0.391                                        | 0.590                           |
| رمز المكالمات الدولي                                      | +291                                         | +686                            |
| رمز الإنترنت                                              | .er                                          | .ki                             |
| المنطقة الزمنية                                           | ت ع م+03:00                                  |                                 |

## منظمات دولية مشتركة
يشترك البلدان في عضوية مجموعة من المنظمات الدولية، منها:
| علم المنظمة | اسم المنظمة                                 | تاريخ انضمام إريتريا | تاريخ انضمام كيريباتي |
| ----------- | ------------------------------------------- | -------------------- | --------------------- |
|             | مؤسسة التمويل الدولية                       | 11 أكتوبر 1995       | 2 أكتوبر 1986         |
|             | منظمة حظر الأسلحة الكيميائية                | ?                    | ?                     |
|             | يونسكو                                      | 2 سبتمبر 1993        | 24 أكتوبر 1989        |
|             | الاتحاد الدولي للاتصالات                    | 6 أغسطس 1993         | 3 نوفمبر 1986         |
|             | الأمم المتحدة                               | 28 مايو 1993         | 14 سبتمبر 1999        |
|             | البنك الدولي للإنشاء والتعمير               | 6 يوليو 1994         | 29 سبتمبر 1986        |
|             | الاتحاد البريدي العالمي                     | ?                    | ?                     |
|             | مؤسسة التنمية الدولية                       | 6 يوليو 1994         | 2 أكتوبر 1986         |
|             | مجموعة دول أفريقيا والكاريبي والمحيط الهادئ | ?                    | ?                     |